# Anna Hofman-Uddgren

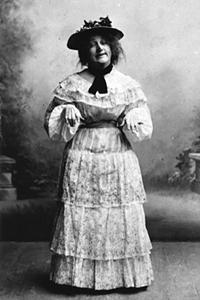
Anna Hofman-Uddgren im Jahr 1900 als Fia Jansson in Emil Norlanders Bühnenvarieté Den förgyllda lergöken.

Anna Maria Viktoria Hofman-Uddgren, geborene Hammarström (auch: Hoffman und Hofmann; geb. 23. Februar 1868 in Stockholm, Schweden; gest. 1. Juni 1947 in Bromma, Stockholm, Schweden), war eine schwedische Schauspielerin und Cabaret-Sängerin, Music-Hall- und Revue-Künstlerin, sowie Theater- und Filmregisseurin. Sie war die erste weibliche Filmregisseurin in Schweden.

## Leben
Anna Hofman-Uddgren war angeblich die illegitime Tochter des schwedischen Königs Oskar II. Das war ein zu seiner Zeit in Stockholm weitverbreitetes Gerücht. Die französische Künstlerin Cleo de Merode, die bei Hofman-Uddgren als Gast engagiert war, sagte zu diesem Gerücht: „Es wurde behauptet, das sie eine leibliche Tochter König Oskars war. Das kann sein, da sie bemerkenswert selbstbewusst auftrat.“ Dieses Gerücht wurde jedoch nie bestätigt. Anna Hofman-Uddgren selbst verbot der Presse jegliche biografische Informationen über sie zu erwähnen, abgesehen davon, was auch über andere Künstler geschrieben wurde. Eine Anweisung, die von der Presse respektiert wurde.
In ihren eigenen unveröffentlichten Memoiren gab sie an, dass sie während ihrer Kindheit mit ihrer Mutter in den königlichen Palast gebeten wurde. Dort wurde sie dem König privat vorgestellt. Er soll gefragt haben, ob er irgendetwas für sie tun könne. Als sie 17 Jahre alt war, finanzierte Oskar II. ihr eine Reise nach Paris, wo sie für acht Jahre blieb und die französische Sprache und Gesang studierte. Sie debütierte bei Wohltätigkeitskonzerten in Paris und nahm dort am Künstlerleben teil.
1892 kehrte Anna Hofman-Uddgren nach Stockholm zurück, wo sie als Chanteuse in Stockholms Tivoli im Djurgården mit ihrem Repertoire französischer Lieder debütierte.
Sie heiratete 1900 den Journalisten Gustaf Uddgren (1865–1927). Mit ihm hatte sie fünf Töchter und einen Sohn: Viola Uddgren (1891–1957), Frau des Erfinders Otto Wellton; Alice Eklund (1896–1983); Ellen Hederström (1901–1997); Ingeborg Eriksson (1902–1993); Anna Nyman (1904–1993) und Olle Uddgren (1913–1989).
Hofmann-Uddgren war Direktorin des beliebten Revuetheaters Kristallsalongen in Stockholm. Im Jahrzehnt um 1900 wurde sie in Stockholm die „Königin des Entertainment“ genannt.
Sie debütierte sowohl als Filmschauspielerin wie als Filmregisseurin in dem Stummfilm Stockholmsfrestelser (1911). Sie führte auch in den Filmen nach August Strindbergs Schauspielen Fadren (1912) und Fröken Julie (1912) Regie. 1911 und 1912 produzierte sie sechs Filme. Sie gilt nach Alice Guy-Blaché als zweite weibliche Filmregisseurin der Welt.

## Filmografie
Regie
- Stockholmsfrestelser (1911)
- Stockholmsdamernas älskling (1911)
- Blott en dröm (1911)
- Fadren (1912)
- Fröken Julie (1912)
- Systrarna (1912)

Schauspiel
- Stockholmsfrestelser (1911)
- Systrarna (1912)
- De landsflyktige (1921)
- Vallfarten till Kevlaar (1921)

Drehbuch
- Blott en dröm (1911)
- Fröken Julie (1911)